# Осташинский, Шмуэль
Шмуэль Осташинский (ивр. שמואל אוסטשינסקי‎, 1864, Осташин Минской губернии — 1940, Ришон-ле-Цион) — один из лидеров первой алии, общественный деятель.

## Биография
Родился в местечке Осташин (ныне Кореличский район, Гродненская область, Белоруссия) в семье богатого земельного арендатора Эльякима Гецеля Осташинского. В 1886 эмигрировал в Эрец-Исраэль и поселился в Ришон-ле-Ционе. Приобрел земельный участок в Ришон-ле-Ционе.
Был среди основателей первого рабочего союза в Эрец-Исраэль и одним из основателей Ассоциации виноделов. Был в числе основателей Хадеры и Кфар-Савы.
Был избран в городской комитет Ришон-ле-Циона, в период с 1926 по 1927 возглавлял местного совет. Во время его пребывания на посту главы комитета были высушены болота и проложена главная улица.
Именем братьев Осташинских названа одна из улиц Ришон-ле-Циона.